# Schefflera heptaphylla
Schefflera heptaphylla är en araliaväxtart som först beskrevs av Carl von Linné, och fick sitt nu gällande namn av David Gamman Frodin. Schefflera heptaphylla ingår i släktet Schefflera och familjen araliaväxter. IUCN kategoriserar arten globalt som akut hotad. Inga underarter finns listade.